# 裁定価格理論
裁定価格理論（さいていかかくりろん、英: arbitrage pricing theory, APT）とは金融資産の期待収益率のクロスセクション構造を記述する理論。ステファン・ロスにより1976年に発表された。金融資産の収益率の分布に対して資産価格モデルの一つである資本資産価格モデル（CAPM）とは異なる仮定を置き、さらに裁定概念を用いることで、CAPMが成立する為に必要な仮定を緩めることに成功している。裁定価格理論は資産価格モデルの類型の一つであるマルチファクターモデルの理論的基礎と見なされ、資産価格理論においては基本的なものの一つである。

## 概要
任意の金融資産 {\displaystyle i} の収益率を {\displaystyle R_{i}} とする。全ての金融資産の収益率 {\displaystyle R_{i}} は以下の方程式で決定されると仮定する。
{\displaystyle R_{i}=a_{i}+b_{i1}F_{1}+\cdots +b_{iK}F_{K}+\epsilon _{i}}
ここで
- {\displaystyle a_{i},b_{i1},\dots ,b_{iK}} は各金融資産 {\displaystyle i} に固有な定数のパラメータを表す。特に {\displaystyle b_{i1},\dots ,b_{iK}} を因子負荷量(またはファクターローディング、英: factor loadings)と言う。
- {\displaystyle F_{1},\dots ,F_{K}} は期待値が0である、あらゆる金融資産 {\displaystyle i} に共通のファクターである[注釈 1]。
- {\displaystyle \epsilon _{i}} は期待値が0の誤差項を表す。

さらに次を仮定する。
{\displaystyle E[\epsilon _{i}F_{k}]=0,{\mbox{ for all }}i{\mbox{ and }}k.}
この仮定により、全てのファクター {\displaystyle F_{1},\dots ,F_{K}} は全ての誤差項 {\displaystyle \epsilon _{i}} と無相関(相関係数が0)である。
この時、金融市場における金融資産の数が十分に多いと仮定できるならば、任意の金融資産 {\displaystyle i} について次の等式が近似的に成立する。
{\displaystyle E[R_{i}]=a_{i}=r_{\mathrm {f} }+b_{i1}RP_{1}+\cdots +b_{iK}RP_{K}}
ただし、{\displaystyle r_{\mathrm {f} }} は安全資産の金利であり、{\displaystyle RP_{k},k=1,\dots ,K} は各ファクターに対するリスクプレミアムである。
裁定価格理論においては金融資産の収益率が複数のファクターによって決定されることから、マルチファクターモデル(英: multifactor model)と呼ばれる。資本資産価格モデル(CAPM)もまた裁定価格理論で説明可能である。というのもファクターに市場ポートフォリオの収益率を選択すればよいからである。

## 歴史
裁定価格理論は資本資産価格モデル(CAPM)が持つ理論的な制約を緩めたモデルとして登場した。CAPMの仮定の一つである投資家が平均分散分析を行う為には金融資産の収益率の同時分布が正規分布であるか、もしくは投資家の期待効用関数が2次関数の形式を取らなくてはならず、制約的で非現実的であった。この点に問題意識を持ったステファン・ロスは収益率の分布をあらかじめファクターに依存した形にすることで、これらの仮定を必要としない裁定価格理論を発表したのである。ロスの裁定価格理論はロバート・マートンの異時点間CAPM(ICAPM)と同様にマルチファクターモデルの理論的基礎として認識されている。

## 理論
以下の記述はRoss & (1976)に基づく。ここで金融市場には金融資産が {\displaystyle n} 個存在し、{\displaystyle n>K} でさらに {\displaystyle n} は十分大きいと仮定する。次の3つを満たす資金の投資比率を表す任意のポートフォリオ {\displaystyle \eta _{i},i=1,\dots ,n} を考える。
1. {\displaystyle \eta _{i}} の総和は0である。つまり、{\displaystyle \sum _{i=1}^{n}\eta _{i}=0} であるとする。
2. {\displaystyle \eta _{i}} は共通リスクを完全に消去する。つまり、任意の {\displaystyle k=1,\dots ,K} について、{\displaystyle \sum _{i=1}^{n}\eta _{i}b_{ik}=0} であるとする。
3. {\displaystyle \eta _{i}} は個別リスクを漸近的に0にする。つまり、{\displaystyle n} が増えれば、{\displaystyle \sum _{i=1}^{n}\eta _{i}\epsilon _{i}} は0へと確率収束する。

条件3.は条件1.と2.を満たすポートフォリオを作ることが出来れば、そのポートフォリオへの投資を確率収束させるようなレベルで小さくとればよいので、そこまで制約的な仮定ではない。
この時、このようなポートフォリオの収益率 {\displaystyle R_{\eta }} は、{\displaystyle n} が十分大きければ、条件2.と3.より
{\displaystyle R_{\eta }=\sum _{i=1}^{n}\eta _{i}R_{i}=\sum _{i=1}^{n}\eta _{i}a_{i}+\sum _{k=1}^{K}\sum _{i=1}^{n}\eta _{i}b_{ik}F_{k}+\sum _{i=1}^{n}\eta _{i}\epsilon _{i}=\sum _{i=1}^{n}\eta _{i}a_{i}+\sum _{i=1}^{n}\eta _{i}\epsilon _{i}\approx \sum _{i=1}^{n}\eta _{i}a_{i}}
と近似できる。しかし、条件1.よりポートフォリオ {\displaystyle \eta _{i}} は無費用で組成できるので、無裁定条件から{\displaystyle 0=\sum _{i=1}^{n}\eta _{i}a_{i}} が成立しなくてはならない。この等式が条件1.-3.を満たす全てのポートフォリオ {\displaystyle \eta _{i}} について成立する事から、ベクトル {\displaystyle a=(a_{1},\dots ,a_{n})^{\prime }} は {\displaystyle n} 次元ユークリッド空間における全ての要素が1であるベクトルとベクトル {\displaystyle b_{k}=(b_{1k},\dots ,b_{nk})^{\prime },k=1,\dots ,K} によって張られる {\displaystyle K+1} 次元部分ベクトル空間に含まれなくてはならない。つまり、ある実数 {\displaystyle \rho ,\lambda _{1},\dots ,\lambda _{K}} が存在して任意の {\displaystyle i} について以下を満たす。
{\displaystyle a_{i}=\rho +b_{i1}\lambda _{1}+\cdots +b_{iK}\lambda _{K}=\rho +\sum _{k=1}^{K}b_{ik}\lambda _{k}}
もし金融市場に安全資産が存在すれば、その利子率 {\displaystyle r_{\mathrm {f} }} は
{\displaystyle r_{\mathrm {f} }=r_{\mathrm {f} }+\sum _{k=1}^{K}b_{\mathrm {f} k}F_{k}+\epsilon _{\mathrm {f} },\quad b_{\mathrm {f} 1}=\cdots =b_{\mathrm {f} K}=\epsilon _{\mathrm {f} }=0}
と表せる。よって上の定数についての関係式を用いれば {\displaystyle \rho =r_{\mathrm {f} }} であることが分かる。さらに任意の {\displaystyle k=1,\dots ,K} について次のポートフォリオ {\displaystyle \phi _{i},i=1,\dots ,n} を考える。
{\displaystyle \sum _{i=1}^{n}\phi _{i}=1,\quad \sum _{i=1}^{n}\phi _{i}b_{ik}=1,\quad \sum _{i=1}^{n}\phi _{i}b_{ik^{\prime }}=0{\mbox{ for all }}k^{\prime }\neq k}
すると、このポートフォリオの期待収益率 {\displaystyle m_{k}} は
{\displaystyle m_{k}=\sum _{i=1}^{n}\phi _{i}E[R_{i}]=\sum _{i=1}^{n}\phi _{i}a_{i}=r_{\mathrm {f} }+\lambda _{k}}
となる。よって {\displaystyle \lambda _{k}=m_{k}-r_{\mathrm {f} }} となる。この時、ポートフォリオ {\displaystyle \phi _{i}} の収益率は {\displaystyle \sum _{i=1}^{n}\phi _{i}R_{i}=m_{k}+F_{k}+\sum _{i=1}^{n}\phi _{i}\epsilon _{i}} となる。ポートフォリオ {\displaystyle \phi _{i}} がよく分散されているならば右辺の個別リスクの項は無視することが出来る。したがってポートフォリオ {\displaystyle \phi _{i}} は金融市場での収益率の変動がファクター {\displaystyle F_{k}} と同じであるポートフォリオと見なすことができるために {\displaystyle \lambda _{k}} はファクター {\displaystyle F_{k}} のリスクプレミアムと見なせる。
ステファン・ロスが1976年に発表した論文では上述の条件3.に関する議論のように、個別リスクを無視できるという点について直観的な議論がなされていた。そこでGur Huberman が1982年に発表した論文では極限での振る舞いに関して数学的に厳密な議論がなされ、金融資産の数 {\displaystyle n} が無限大に発散すれば、個別の金融資産のリスクプレミアムに対する式の誤差は0に確率収束し、金融資産全体で見ても誤差が一定の範囲に収まることが示された。また、Philip Dybvig の研究やMark Grinblatt とSheridan Titmanの研究において金融資産が有限個の場合の誤差評価がなされている。

## 留意点と裁定価格理論の実証研究
裁定価格理論で注意すべきなのは、ファクターが何であるかを裁定価格理論で決めることは不可能であるという事である。金融資産の収益率がファクターと個別リスクの線形結合からなるということは裁定価格理論の結果ではなく仮定であるので、その仮定を成すファクターに何が選ばれ得るべきかは裁定価格理論から導くことは出来ないのである。この事から、ユージン・ファーマは異時点間CAPM(ICAPM)も含めたマルチファクターモデルが事後的にデータに合うファクターを探すための論拠になっていると批判した。特にファーマが裁定価格理論と異時点間CAPMをフィッシングライセンス(英: fishing licenses)と比喩的に表現したことから、このようなデータマイニングを正当化するマルチファクターモデルをフィッシングライセンスと呼ぶことがある。しかし、後にファーマ自身もファーマ＝フレンチの3ファクターモデルを提案し、マルチファクターモデルの有用性を主張するようになる。
裁定価格理論のよく知られた実証研究として、Richard Rollとステファン・ロスが1980年に発表した論文とNai-Fu Chen, Richard Roll, ステファン・ロスが1986年に発表した論文がある。Roll and Ross & (1980) ではファクター数とファクターローディングの特定に因子分析が用いられている。彼らはデータによる実証分析から裁定価格理論の成立に肯定的な結果を得ている。Chen, Roll and Ross & (1986) の研究では消費や原油価格などのいくつかのマクロ経済変数をファクターとしてあらかじめ推測しておいて統計的検証を行っている。この二つの研究は裁定価格理論の実証研究においては最初期のものになるが、実証研究の方法論としては対照的である。
以上の方法論の違いと関連する事として以下のことが挙げられる。裁定価格理論と異時点間CAPMは共にマルチファクターモデルであるが、実証研究上においてはファクター選択の論理に差が生まれるとされる。この事をJohn Cochraneは次のように説明している。裁定価格理論は統計的な検証を行う事でより説明力の高いファクターを探し出すという方法を取る。逆に異時点間CAPMはあらかじめ将来の収益率に影響を与えうると想定されるファクターを決めておいて、それが実際にデータを説明できるかどうかの統計的な検証を行う。しかしこの差は実践上では些細なことだと思われてきたとCochrane は述べている。というのもそれぞれの理論に関連した影響力のある実証研究論文でもこの概念の取り違えがあると思われるからである。Chen, Roll and Ross & (1986) の研究は裁定価格理論の実証研究の代表例の一つであるが、収益率に影響のあるマクロファクターを事前に選別していることから異時点間CAPM的である。ユージン・ファーマとKenneth Frenchによるファーマ＝フレンチの3ファクターモデルは、その発表論文において追加ファクターは異時点間CAPMの状態変数のように見なせると述べられているが、実際のところ統計的検証を重ねて時価総額と簿価時価比率(PBRの逆数)という2つのファクターの特定に至ったのでより裁定価格理論に近い部分がある。Cochrane は裁定価格理論は相対的な価格付けが行われていて、異時点間CAPMは絶対的な価格付けが行われていると見なせるのではないかとも述べている。